# Caroline van der Plas
Carolina Ann Maria (Caroline) van der Plas (ur. 6 czerwca 1967 w m. Cuijk) – holenderska dziennikarka i polityk, posłanka do Tweede Kamer, lider ugrupowania BoerBurgerBeweging (BBB).

## Życiorys
Córka dziennikarza i działaczki Apelu Chrześcijańsko-Demokratycznego. W 1986 uzyskała wykształcenie średnie, po czym zaczęła pracować jako dziennikarka. Odpowiadała za komunikację w zrzeszeniu hodowców trzody chlewnej Nederlandse Vakbond Varkenshouders, a także była redaktorką naczelną czasopisma „Pig Business”.
Należała do Apelu Chrześcijańsko-Demokratycznego. W październiku 2019 na fali protestów rolniczych, skierowanych przeciwko zaostrzeniu przez rząd polityki środowiskowej, założyła ugrupowanie BoerBurgerBeweging. W październiku 2020 wybrana na liderkę polityczną tej formacji. Kampanię wyborczą BBB skierowała głównie do środowisk rolniczych, opowiadając się m.in. przeciwko zakazom stosowania neonikotynoidów. W wyborach w 2021 jako jedyna przedstawicielka swojej formacji uzyskała mandat posłanki do niższej izby Stanów Generalnych. Wkrótce po wyborach pod siedzibę parlamentu przyjechała ciągnikiem rolniczym. W 2023 z powodzeniem ubiegała się o poselską reelekcję.